# Tony Anselmo
Tony Anselmo est un acteur américain né le 18 février 1960 à Salt Lake City (Utah).
Après avoir débuté comme animateur aux studios Disney, il est devenu la voix officielle anglophone de Donald Duck en 1985.

## Biographie
Tony Anselmo rejoint les studios Disney en 1980. Il travaille et se lie d'amitié avec Clarence Nash, voix officielle de Donald Duck depuis 1934, ce qui le conduit à le remplacer à la mort de celui-ci en 1985.
Il a été nommé Disney Legends en 2009.

## Filmographie
- 1985 : Taram et le Chaudron magique (The Black Cauldron) (assistant animateur)
- 1988 : Oliver et Compagnie (Oliver & Company) (assistant animation)
- 1989 : La Petite Sirène (The Little Mermaid) (animateur)
- 1990 : Le Prince et le Pauvre (The Prince and the Pauper) (animateur Donald)
- 1991 : La Belle et la Bête (Beauty and the Beast) (animateur)
- 1992 : Les Simpson (The Simpsons) (animateur cadrage personnages)
  - Les Jolies Colonies de vacances (Kamp Krusty)
  - Imprésario de mon cœur (Colonel Homer)
- 1994 : Le Roi lion (The Lion King) (assistant animations-clés, artiste mise au propre Simba jeune et personnages secondaires)
- 1995 : Pocahontas : Une légende indienne (Pocahontas) (assistant animations-clés, artiste mise au propre  Flit)
- 1996 : Le Bossu de Notre-Dame (The Hunchback of Notre Dame) (animateur associé animations-clés et mise au propre des bohémiennes, les gardes et autres personnages)
- 1998 : Mulan (assistant animations-clés additionnelles, artiste mise au propre)
- 1999 : Tarzan (animateur en chef)
- 2005 : Winnie l'ourson et l'Éfélant (Pooh's Heffalump Movie) (artiste mise au propre)

## Doublage

### Cinéma
- 1986 : Basil, détective privé (The Great Mouse Detective) : Thug Guard
- 1988 : Qui veut la peau de Roger Rabbit (Who Framed Roger Rabbit) de Robert Zemeckis : Donald Duck
- 1990 : Disney Sing-Along-Songs: Disneyland Fun : Donald Duck
- 1990 : Le Prince et le Pauvre (The Prince and the Pauper) : Donald Duck
- 1994 : Disney Sing-Along-Songs: The Twelve Days of Christmas : Donald Duck
- 1998 : The Spirit of Mickey : Donald Duck
- 1999 : Mouseworks Opera Box : Donald Duck
- 1999 : How to Haunt a House : Donald Duck
- 1999 : Mickey, il était une fois Noël (Mickey's Once Upon a Christmas) : Donald Duck
- 1999 : Toy Story 2 : Donald Duck (caméo)
- 1999 : Fantasia 2000 : Donald Duck (section Pomp and Circumstance)
- 2001 : Mickey, la magie de Noël (Mickey's Magical Christmas: Snowed In at the House of Mouse) : Donald Duck/Riri/Fifi/Loulou
- 2002 : Mickey, le club des méchants (Mickey's House of Villains) : Donald Duck/Riri/Fifi/Loulou
- 2003 : Mickey's PhilharMagic : Donald Duck
- 2004 : Le Roi lion 3 : Hakuna Matata (The Lion King 1½) : Donald Duck
- 2004 : The Search for Mickey Mouse : Donald Duck
- 2004 : Mickey, Donald, Dingo : Les Trois Mousquetaires (Mickey, Donald, Goofy : The Three Musketeers) : Donald Duck
- 2004 : Mickey, il était deux fois Noël (Mickey's Twice Upon a Christmas) : Donald Duck
- 2023 : Il était une fois un studio (Once Upon a Studio) de Dan Abraham et Trent Correy : Donald Duck

### Télévision
- 1986 : SOS Fantômes (The Real Ghostbusters) : Le maire de Morrisville
- 1986 : D-TV Valentine: Donald Duck
- 1987-1988 : La Bande à Picsou (Ducktales) : Donald Duck
- 1987 : Down and Out with Donald Duck : Donald Duck/Daisy/Riri/Fifi/Loulou
- 1987 : DTV Monster Hits : Donald Duck
- 1988 : Totally Minnie : Donald Duck
- 1993 : Bonkers : Donald Duck
- 1995 : Gargoyles, les anges de la nuit (Gargoyles) : Voix additionnelles
- 1996-1997 : Couacs en vrac (Quack Pack) : Donald Duck
- 1999-2000 : Mickey Mania (Mickey Mouse Works) : Donald Duck/Riri/Fifi/Loulou
- 2001-2003 : Disney's tous en boîte (House of Mouse) : Donald Duck/Riri/Fifi/Loulou
- 2006-2016 : La Maison de Mickey (Mickey Mouse Clubhouse) : Donald Duck
- 2011-2016 : La Boutique de Minnie (Minnie's Bow-Toons) : Donald Duck
- 2013-2019 : Mickey Mouse : Donald Duck
- 2017-2021 : La Bande à Picsou (DuckTales) : Donald Duck
- 2018 : La Légende des Trois Caballeros (Legend of the Three Caballeros) : Donald Duck
- 2020-En cours : Le Monde Merveilleux de Mickey (The Wonderful World of Mickey Mouse) : Donald Duck
- 2021-En cours : La Maison magique de Mickey (Mickey Mouse Funhouse) : Donald Duck